# Église Saint-Bénigne d'Épagny
L'église Saint-Bénigne d'Épagny est une église catholique située à Épagny en Côte-d'Or, en France.

## Historique
Epagny est un très ancien lieu de culte : Saint-Bénigne se serait réfugié dans ce village pour fuir la persécution romaine. Il y fut rattrapé en 177 par Térence, gouverneur de Bourgogne, et conduit au martyre.
La précédente église paroissiale Saint-Bénigne datant du début du XIVe siècle, détériorée et devenue trop petite est reconstruite en 1840.

## Description

### Architecture
Église orientée à nef unique et chevet plat percé d'une verrière. Elle est dotée d'un porche-clocher carré à l'ouest.

## Protection
Le tympan de la porte latérale sud de l'église Saint-Bénigne est inscrit aux Monuments historiques par arrêté du 5 mars 1970.

## Galerie de photos

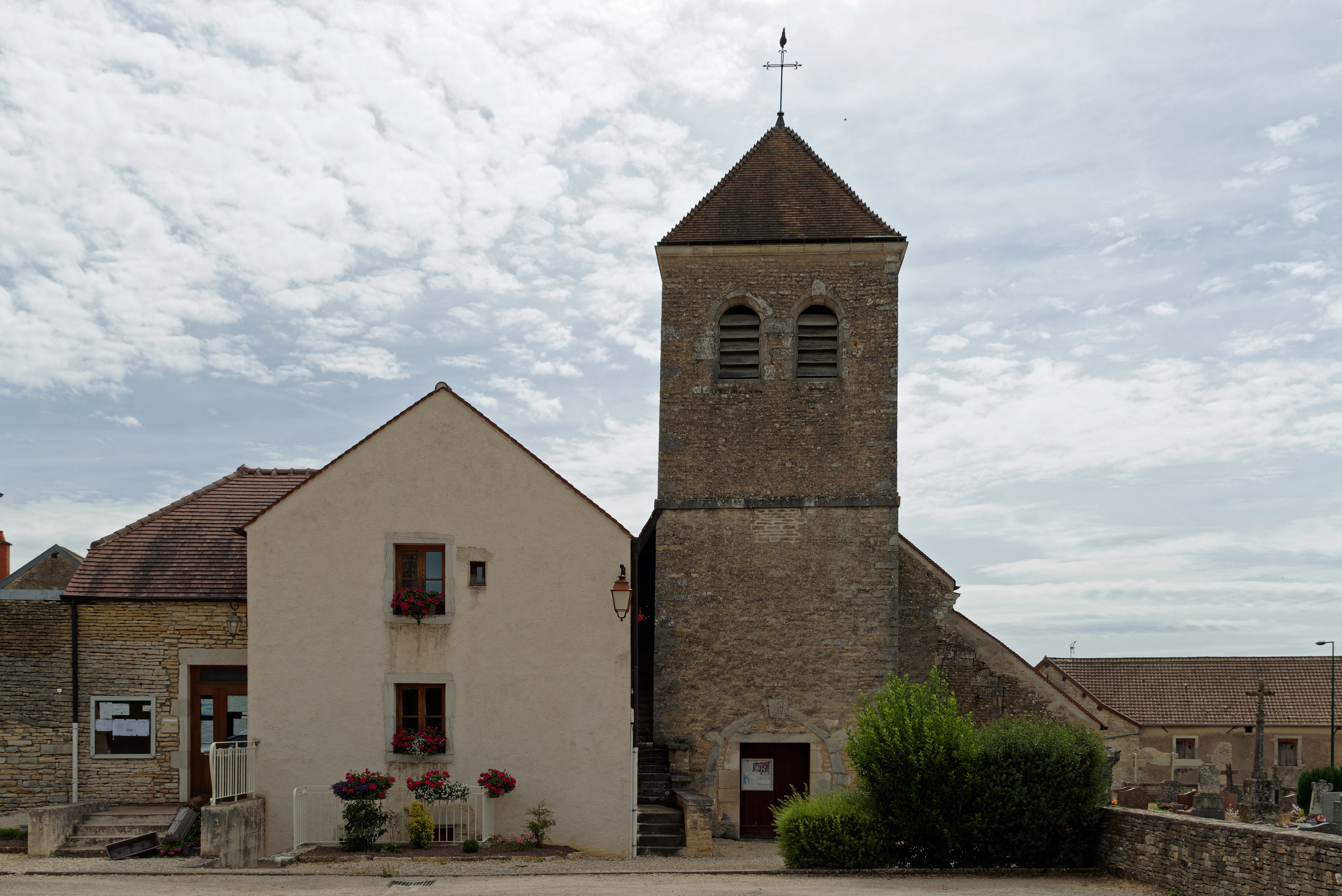
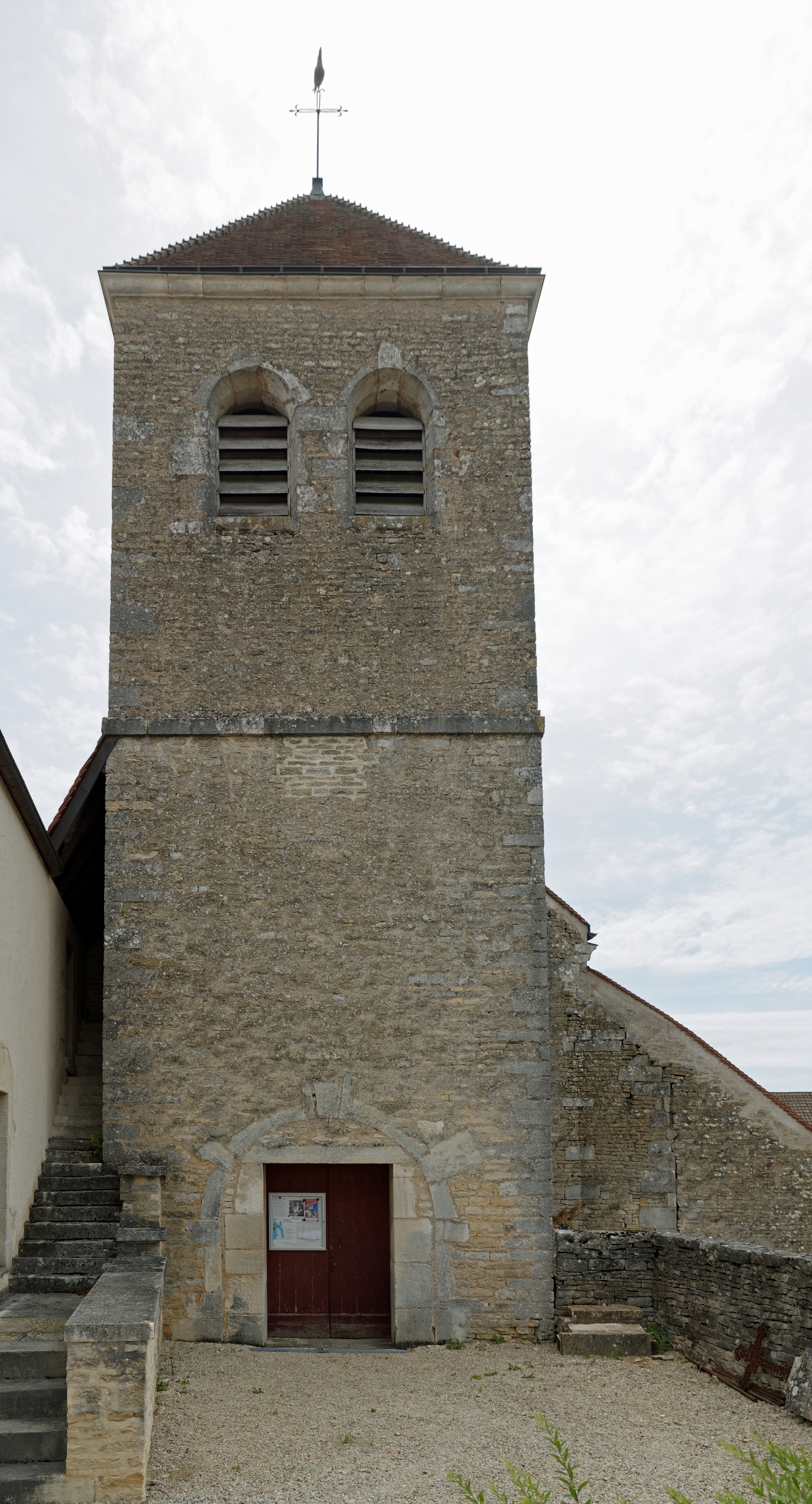
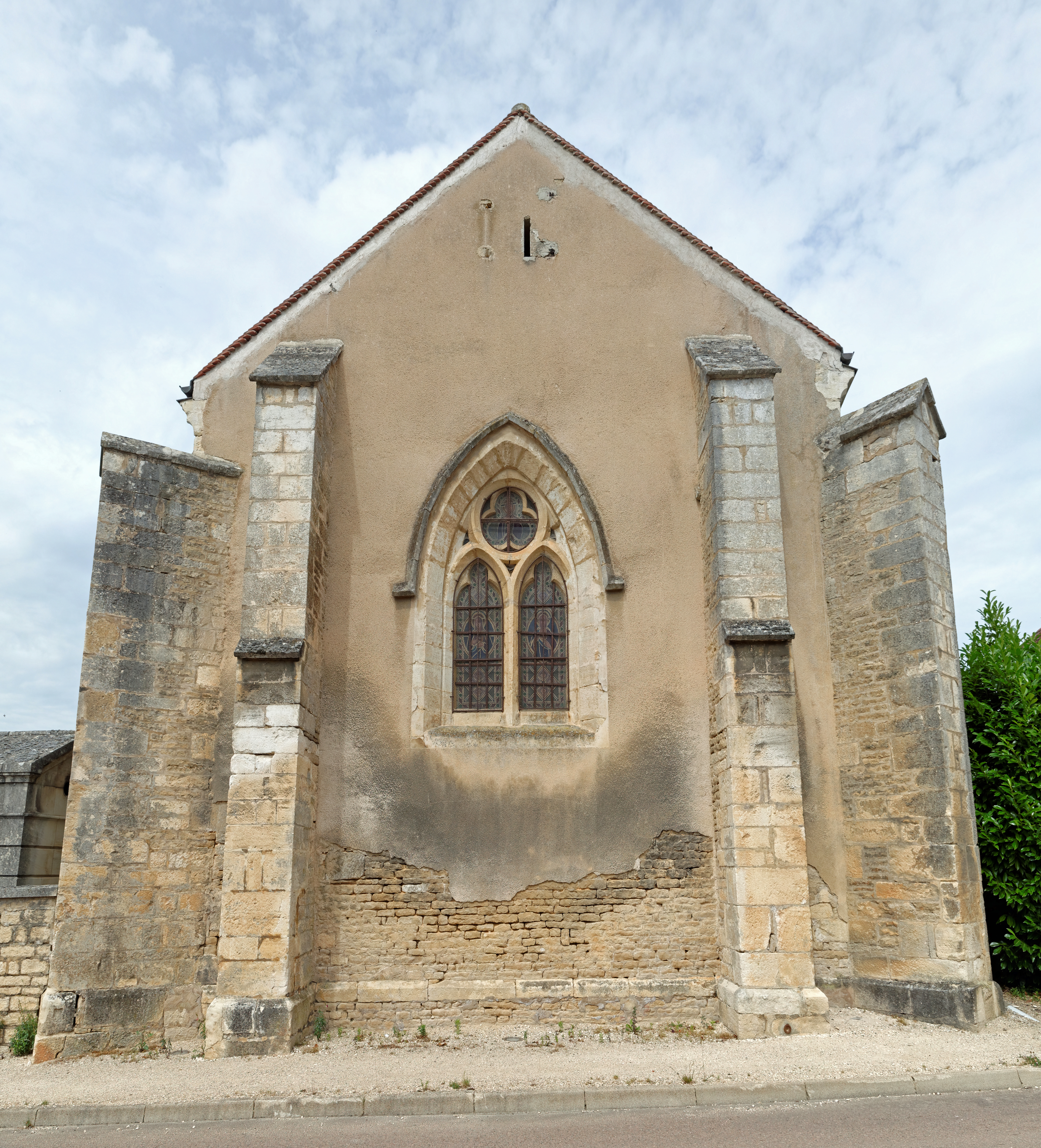
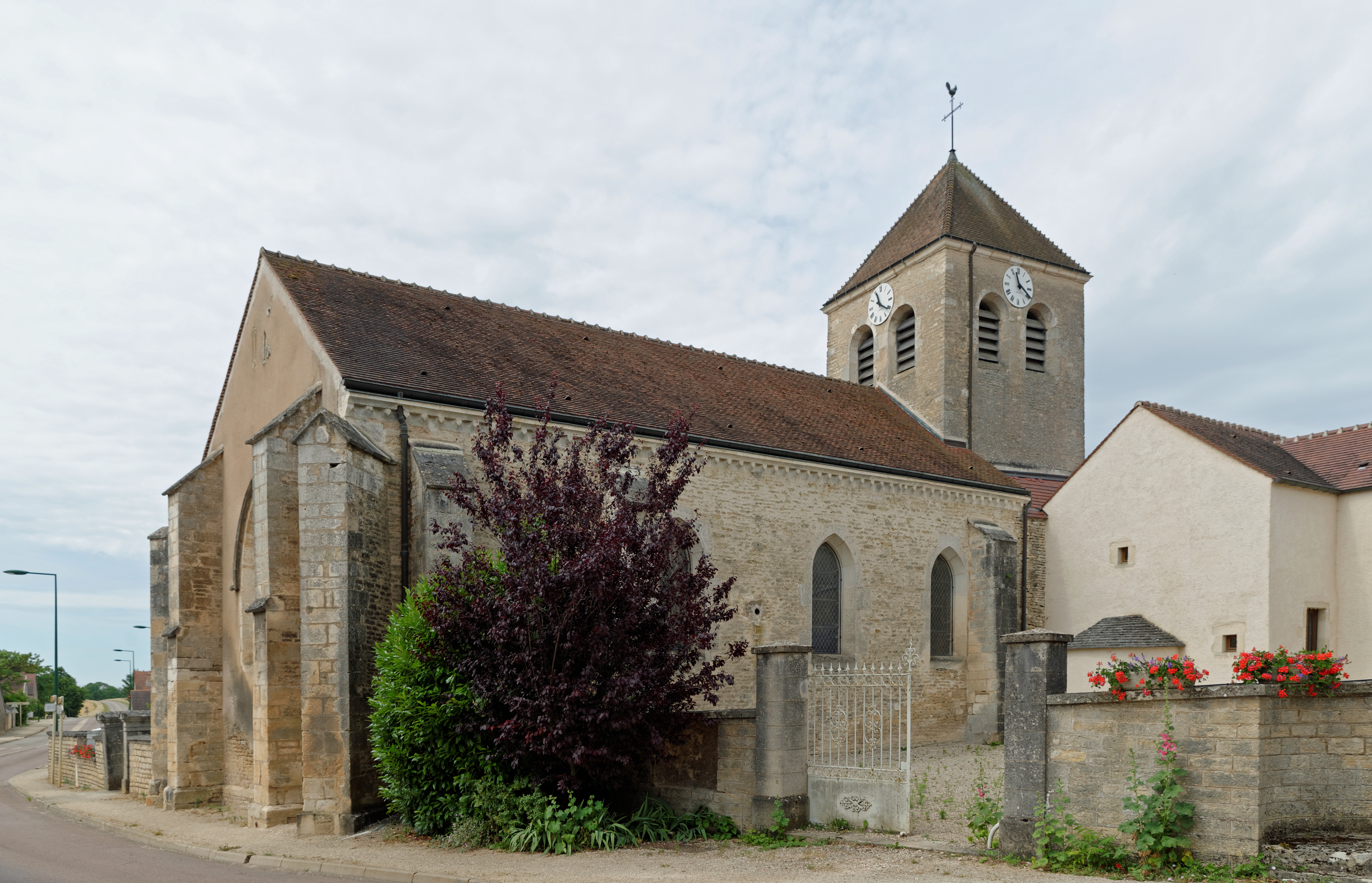
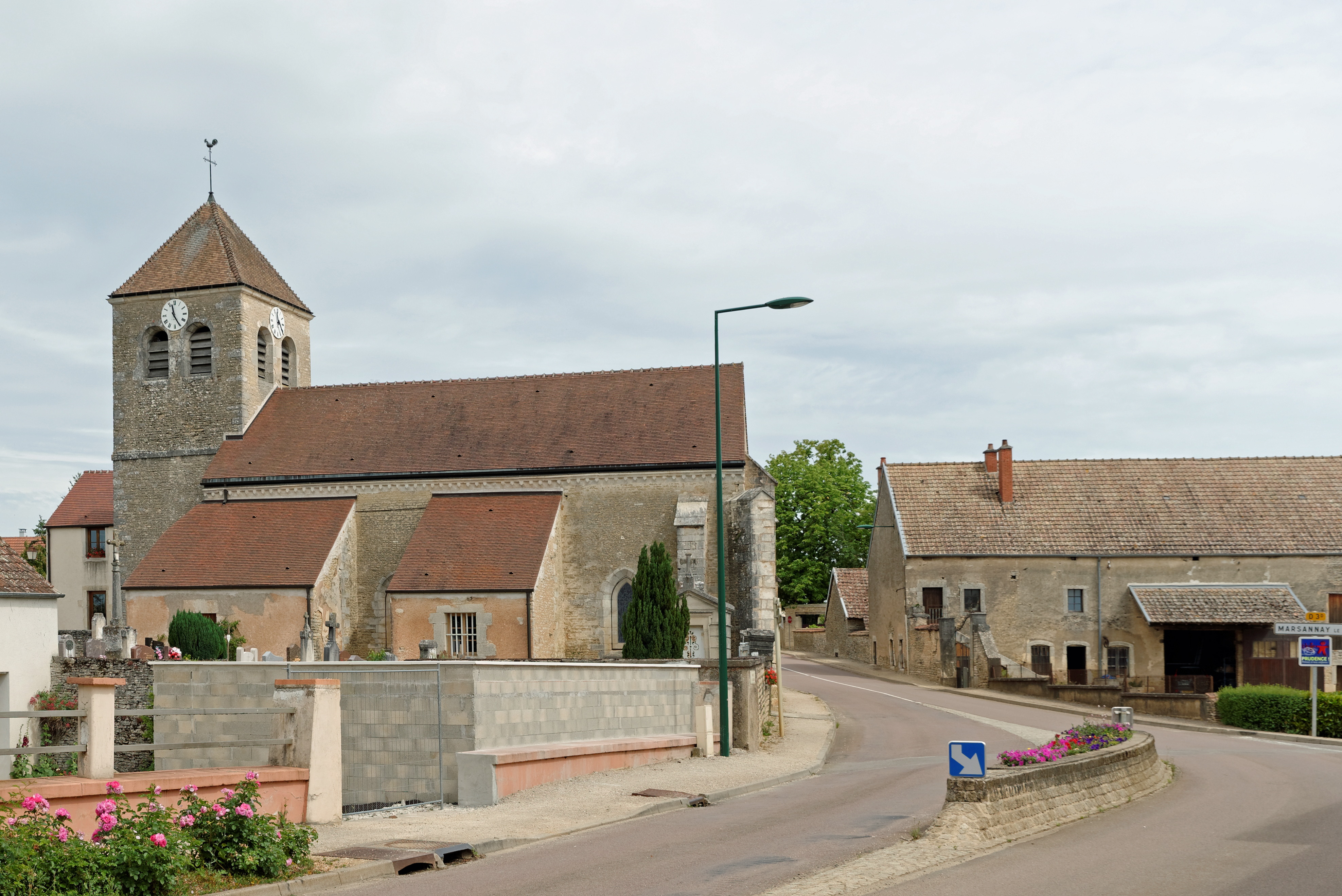